# Ready to Die
Az 1994-es Ready to Die The Notorious B.I.G. debütáló nagylemeze. Ez a Bad Boy Records első kiadványa. A részben önéletrajzi album The Notorious B.I.G. tapasztalatait eleveníti fel gyermekkorából, amikor bűnöző volt. A Ready to Die az egyetlen album, amely még életében megjelent, második lemezének megjelenése előtt néhány nappal ölték meg.
A Ready to Die-t a kritikusok dicsérték, minden idők egyik legjobb hiphop-albumának nevezik. Emellett kereskedelmi siker is volt, négyszeres platinalemez lett. A Big Poppa-t 1996-ban Grammy-díjra jelölték a legjobb szóló rapteljesítményért. 2020-ban 22. lett a Rolling Stone magazin Minden idők 500 legjobb albuma listáján. Szerepel az 1001 lemez, amit hallanod kell, mielőtt meghalsz című könyvben. 2022-ben a Rolling Stone minden idők legjobb hiphopalbumának választotta.

## Közreműködők
- The Notorious B.I.G. – előadó (1–19)
- Sean "Puffy" Combs – executive producer, kiegészítő ének, producer (1, 7, 8, 10, 12, 13, 14, 18)
- Mister Cee – executive producer
- Method Man – előadó (9)
- Lil Kim – előadó (8)
- Total – kiegészítő ének (7, 10)
- Chucky Thompson – hangszerek (7, 12), producer (7, 12, 13)
- Nashiem Myrick – programozás (13), producer (18)
- Diana King – kiegészítő ének (14)
- Sybil Pennix – kiegészítő ének (12)
- Easy Mo Bee – producer (3, 4, 5, 6, 9, 15)
- The Bluez Brothers – producer (7, 11, 12)
- Jean "Poke" Oliver – producer (10, 14)
- DJ Premier – producer (16)
- Lord Finesse – producer (17)
- Darnall Scott – producer (2)
- Rashad Smith – producer (19)
- Bob "Bassy" Brockman – felvétel, keverés
- Greg Pinto – felvétel, keverés
- Rich Travali – felvétel, keverés
- Mario Rodriquez – felvétel, keverés
- Charles "Prince" Alexander – felvétel, keverés
- Bill Esses – felvétel, keverés
- John Wydrycs – felvétel
- Norty Cotto – felvétel
- Eddie Sancho – keverés
- Butch Bel Air – fényképek
- Gwendolyn Watts – A&R koordinátor

## Az album dalai
| #  | Cím                   | Hossz | Író                                | Producer                                              | Előadó                                                                    | Sample-ök |
| -- | --------------------- | ----- | ---------------------------------- | ----------------------------------------------------- | ------------------------------------------------------------------------- | --- |
| 1  | Intro                 | 3:24  | Christopher Wallace                | Sean "Puffy" Combs                                    | *Interlude*                                                               | - Superfly – Curtis Mayfield - Rapper's Delight – Sugarhill Gang - Top Billin' – Audio Two - The Shiznit – Snoop Dogg |
| 2  | Things Done Changed   | 3:57  | Christopher Wallace                | Darnell Scott                                         | The Notorious B.I.G.                                                      | - Summer Breeze – The Main Ingredient - California My Way – The Main Ingredient - Lil Ghetto Boy – Dr. Dre |
| 3  | Gimme the Loot        | 5:04  | Christopher Wallace                | Easy Mo Bee                                           | The Notorious B.I.G.                                                      | - Coldblooded – James Brown - Singing in the Morning – Ohio Players - Throw Ya Gunz – Onyx (ének – Sticky Fingaz) - What They Hittin' Foe? – Ice Cube - Just to Get a Rep – Gang Starr (ének – Guru) - Scenario (Remix) – A Tribe Called Quest (ének – Kid Hood) |
| 4  | Machine Gun Funk      | 4:16  | Christopher Wallace                | Easy Mo Bee                                           | The Notorious B.I.G.                                                      | - Something Extra – Black Heat - Up for the Down Stroke – Fred Wesley & The Horny Horns - Chief Rocka – Lords of the Underground (ének – Mr. Funke) |
| 5  | Warning               | 3:40  | Christopher Wallace                | Easy Mo Bee                                           | The Notorious B.I.G.                                                      | - Walk on By – Isaac Hayes |
| 6  | Ready to Die          | 4:24  | Christopher Wallace                | Easy Mo Bee                                           | The Notorious B.I.G.                                                      | - Singing in the Morning – The Ohio Players - Impeach the President – The Honey Drippers - Hospital Prelude of Love Theme – Willie Hutch - Ain't No Half Steppin' – Big Daddy Kane                                                                               |
| 7  | One More Chance       | 4:43  | Christopher Wallace                | Chucky Thompson Sean "Puffy" Combs The Bluez Brothers | The Notorious B.I.G. Total (kiegészítő ének) Chucky Thompson (hangszerek) | - Hydra – Grover Washington Jr. - Who's Making Love? – Lou Donaldson |
| 8  | Fuck Me (Interlude)   | 1:31  | Christopher Wallace                | Sean "Puffy" Combs                                    | The Notorious B.I.G. Ismeretlen nő (Lil' Ki])                             | – |
| 9  | The What              | 3:57  | Christopher Wallace Clifford Smith | Easy Mo Bee                                           | The Notorious B.I.G. Method Man                                           | – |
| 10 | Juicy                 | 5:03  | Christopher Wallace                | Poke Sean "Puffy" Combs                               | The Notorious B.I.G. Total (kiegészítő ének)                              | - Juicy Fruit – Mtume |
| 11 | Everyday Struggle     | 5:19  | Christopher Wallace                | The Bluez Brothers                                    | The Notorious B.I.G.                                                      | - Either Way – Dave Grusin |
| 12 | Me & My Bitch         | 4:00  | Christopher Wallace                | Chucky Thompson Sean "Puffy" Combs The Bluez Brothers | The Notorious B.I.G. Sybil Pennix (hang) Chucky Thompson (hangszerek)     | - Computer Love – Zapp |
| 13 | Big Poppa             | 4:13  | Christopher Wallace                | Chucky Thompson Sean "Puffy" Combs                    | The Notorious B.I.G.                                                      | - Between the Sheets – The Isley Brothers |
| 14 | Respect               | 5:22  | Christopher Wallace                | Poke Sean "Puffy" Combs                               | The Notorious B.I.G. Diana King(kiegészítő ének)                          | - I Get Lifted – George McCrae |
| 15 | Friend of Mine        | 3:28  | Christopher Wallace                | Easy Mo Bee                                           | The Notorious B.I.G.                                                      | - Vicious – Black Mamba - Seventh Heaven – Gwen Guthrie - The Jam – Graham Central Station - Spirit of the Boogie – Kool & The Gang |
| 16 | Unbelievable          | 3:43  | Christopher Wallace                | DJ Premier                                            | The Notorious B.I.G.                                                      | - Remind Me – Patrice Rushen - Impeach the President – The Honey Drippers - The What – The Notorious B.I.G. - Your Body's Callin' – R. Kelly |
| 17 | Suicidal Thoughts     | 2:54  | Christopher Wallace                | Lord Finesse                                          | The Notorious B.I.G.                                                      | - Lonely Fire – Miles Davis |
| 18 | Who Shot Ya?          | 5:19  | Christopher Wallace                | Nashiem Myrick Sean "Puffy" Combs                     | The Notorious B.I.G. Faith Evans(háttérvokál)                             | - I'm Afraid the Masquerade Is Over – David Porter |
| 19 | Just Playing (Dreams) | 2:43  | Christopher Wallace                | Rashad Smith                                          | The Notorious B.I.G.                                                      | - Blues and Pants – James Brown |

Az utolsó két dal bónuszdal a későbbi kiadásokon.